# Zofija Mazej Kukovič

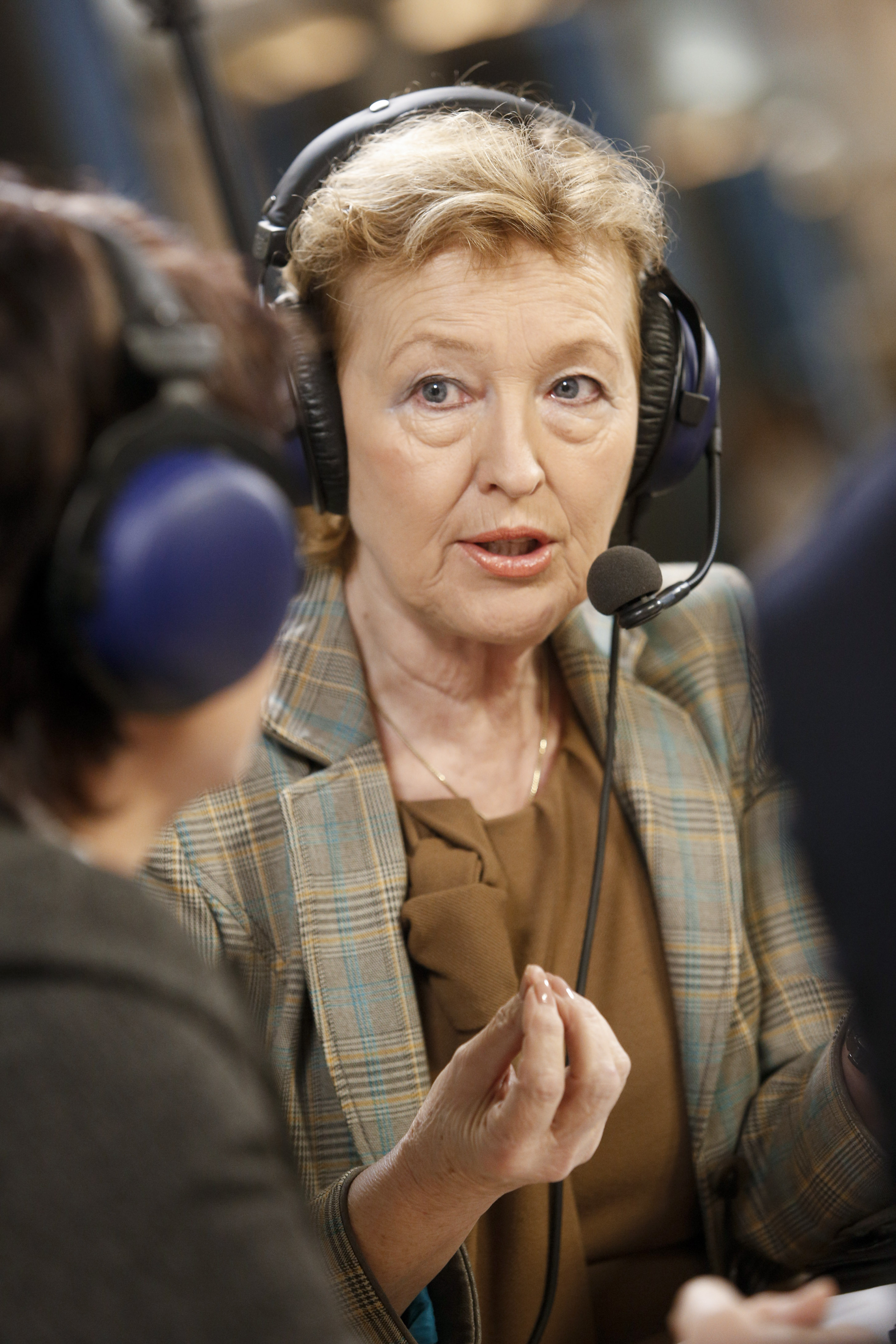
Zofija Mazej Kukovič

Zofija Mazej Kukovič (* 14. Mai 1955 in Črna na Koroškem) ist eine slowenische Politikerin der SDS.
Kukovič war vom 11. September 2007 bis zum 21. November 2008 Gesundheitsministerin von Slowenien. 2010 wurde sie in den Gemeinderat von Ljubljana gewählt. Bei der Europawahl 2009 gelang ihr der Einzug in das Europäische Parlament zunächst nicht, doch rückte sie am 8. Dezember 2011 nach. Durch das Inkrafttreten des Vertrages von Lissabon stand Slowenien ein achtes Mandat zu, und dieses ging an die SDS.